# Ves Touškov
Ves Touškov (deutsch Tuschkau Dorf) ist eine Dorfgemeinde mit etwa 370 Einwohnern im Okres Plzeň-jih in Tschechien.

## Geographische Lage
Das Dorf liegt in Westböhmen in 336 m ü. M. am Touškovský potok (Tuschkauer Bach), fünf Kilometer nordwestlich der Stadt Stod (Staab). Die Katasterfläche beträgt 1185 Hektar.
An der östlichen Peripherie verläuft die Staatsstraße 230 von Stod nach Stříbro. Im Nordwesten befindet sich der Touškovský rybník.
Nachbarorte sind Mířovice im Westen, Lochousice und Záluží im Norden, Kotovice (Gottowitz) im Nordosten, Stod (Staab) im Südosten, sowie Lisov (Lissowa), Červený Mlýn und Hradec (Hradzen) im Süden.

## Geschichte

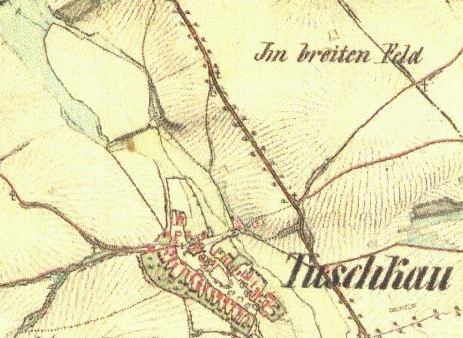
Plan des Dorfs auf einer Landkarte aus der Mitte des 19. Jahrhunderts

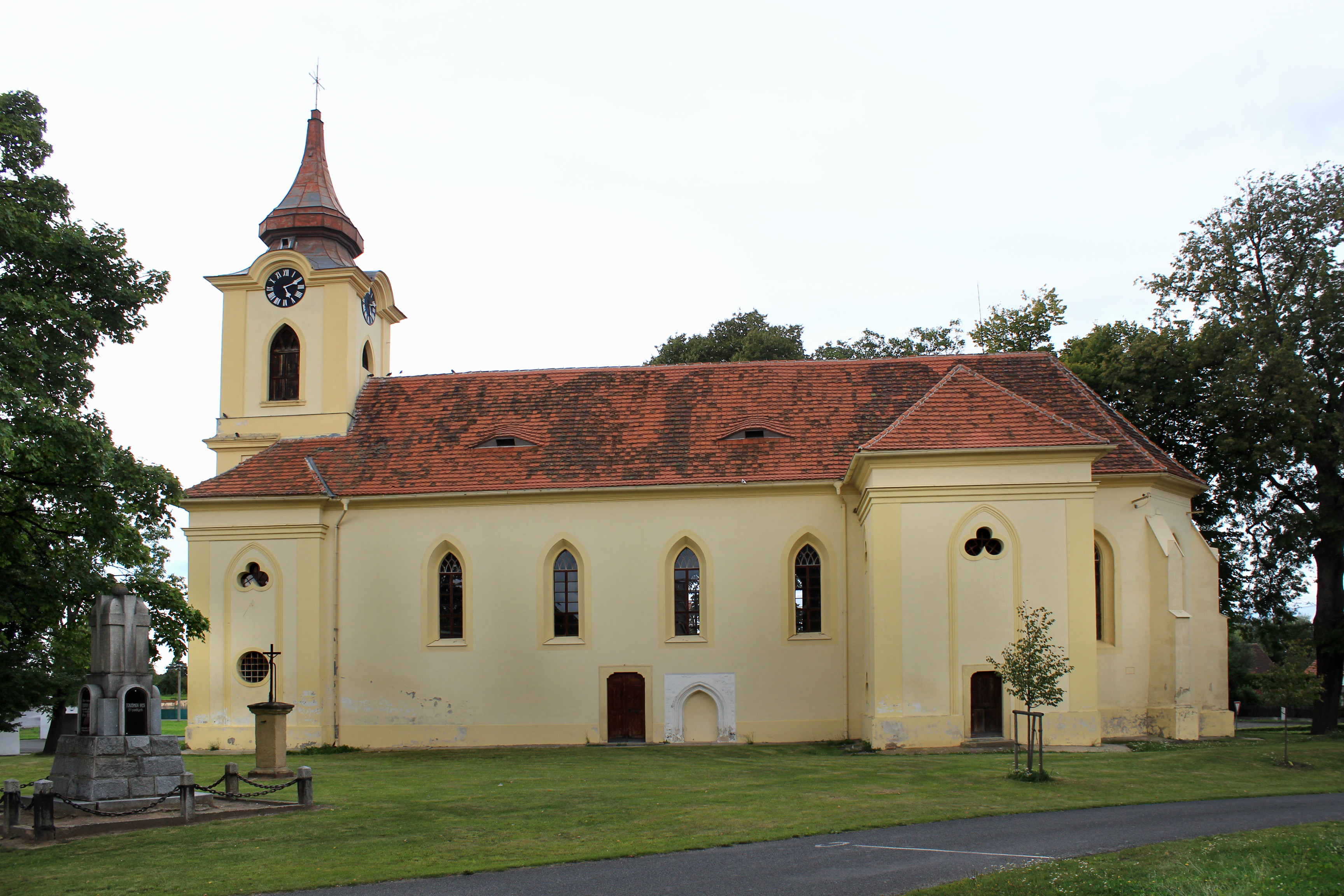
Pfarrkirche St. Margarethen

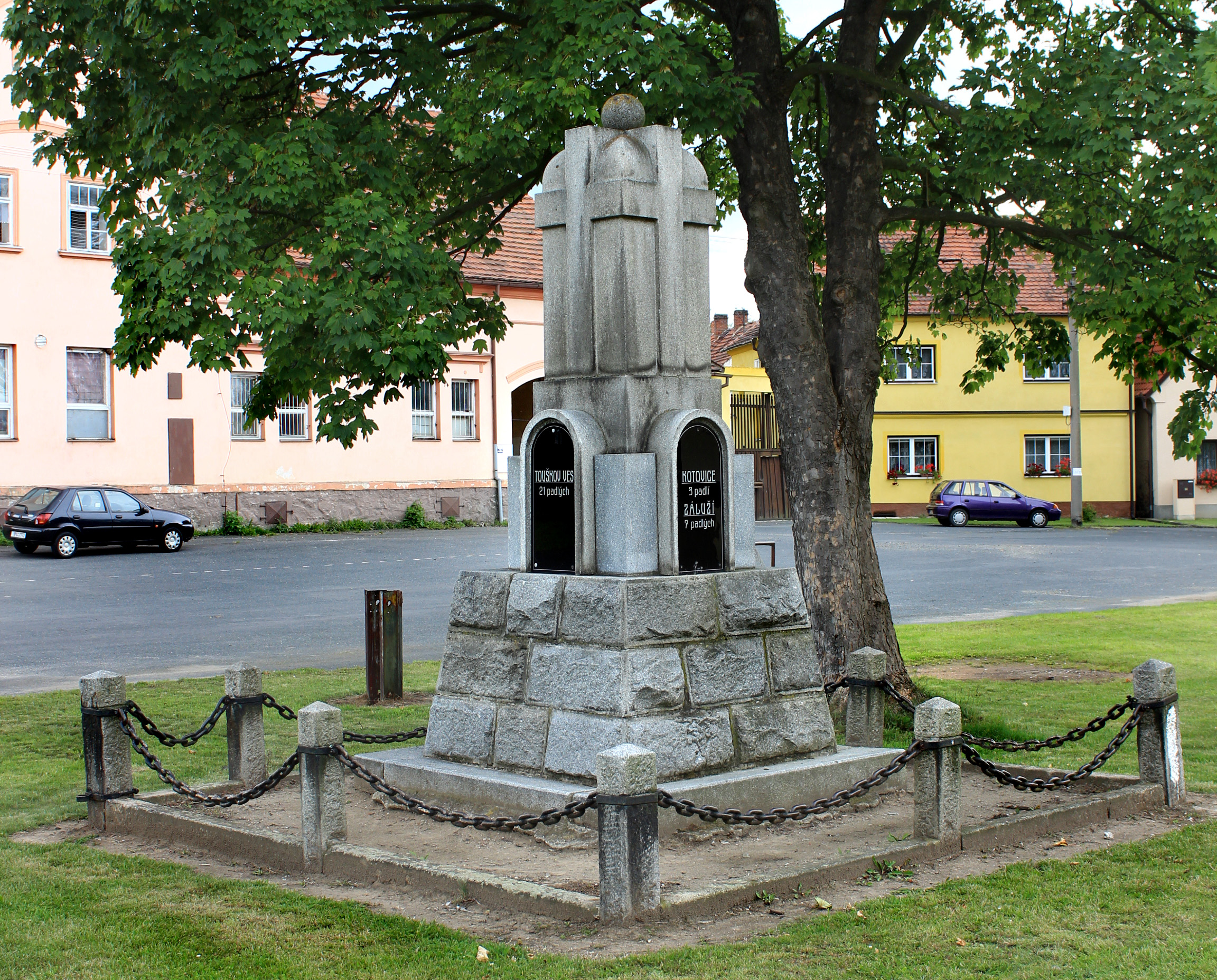
Kriegerdenkmal für die im Ersten Weltkrieg in Tuschkau Dorf und Nachbardörfern, darunter Gottowitz, gefallenen Söhne mit nach 1945 ausgetauschten Namenstafeln

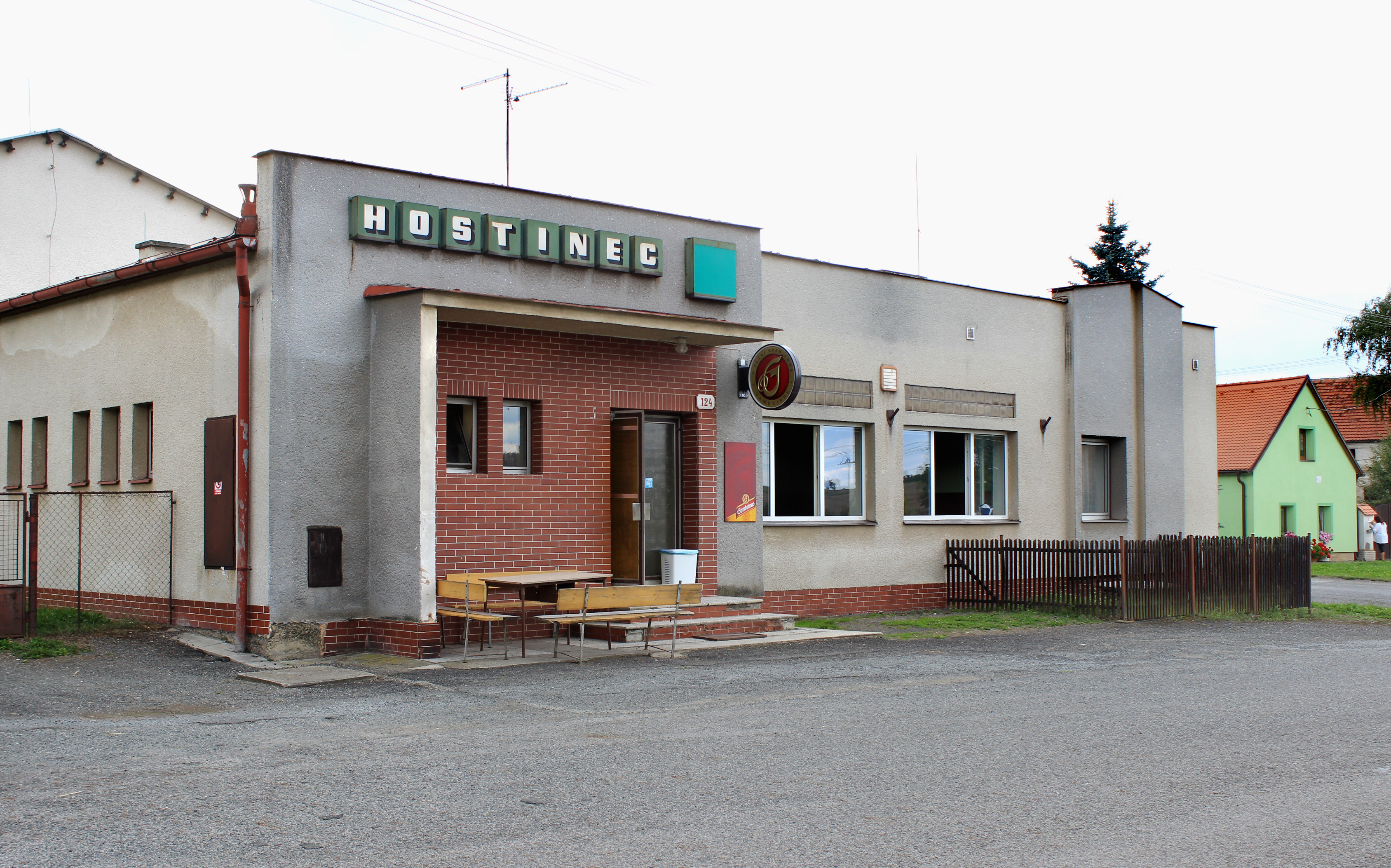
Restaurant (Aufnahme 2014)

Der Ort wurde 1243 erstmals urkundlich erwähnt. 1290 erwarb ihn das Kloster Chotěšov. In der ersten Hälfte des 14. Jahrhunderts erfolgte die Überlassung des Ortes als Emphyteuse. In der berní rula sind für Ves Touškov 15 Bauernwirtschaften verzeichnet. Den Errichtungsbüchern zufolge war die Kirche St. Margarethen schon 1384 und 1389 mit einem eigenen Pfarrer besetzt, sie stand damals unter dem Patronat des Abtes des Klosters Kladrau.
Nach dem Dreißigjährigen Krieg setzte eine erneute deutsche Besiedlung ein. 1788 bestand das Dorf aus 40 Häusern, 1938 waren es 146 mit 543 Einwohnern.
Um Verwechslungen mit der benachbarten Stadt Tuschkau entgegenzuwirken, die im Jahr 1900 1358 deutsche Einwohner hatte, wurde für das Dorf in neuerer Zeit der Ortsname Tuschkau Dorf gebräuchlich, für die Stadt der Ortsname Tuschkau Stadt.
Nach dem Ersten Weltkrieg wurde die Region mit der Ortschaft Tuschkau Dorf 1919 der neu geschaffenen Tschechoslowakei zugeschlagen. Aufgrund des Münchner Abkommens kam der Ort 1938 zum Deutschen Reich und gehörte bis 1945 zum Landkreis Mies, Regierungsbezirk Eger, im Reichsgau Sudetenland. Nach dem Ende des Zweiten Weltkriegs wurden die deutschen Bewohner enteignet und vertrieben.

### Demographie
Bis 1945 war Tuschkau Dorf überwiegend von Deutschböhmen besiedelt, die vertrieben wurden.
| Jahr | Einwohner | Anmerkungen                  |
| ---- | --------- | ---------------------------- |
| 1785 | 0 k. A.   | 40 Häuser                    |
| 1837 | 438       | in 44 Häusern                |
| 1900 | 486       | deutsche Einwohner           |
| 1921 | 513       | davon 499 deutsche Einwohner |
| 1930 | 532       | [ 6 ]                        |
| 1939 | 544       | in 146 Häusern               |

| Jahr      | 2006 1 | 2014 2 | 2017 3 |
| --------- | ------ | ------ | ------ |
| Einwohner | 306    | 344    | 363    |

## Gemeindegliederung
Zur Gemeinde Ves Touškov gehört der Ortsteil Mířovice (Mirowitz).

## Sehenswürdigkeiten
- Pfarrkirche St. Margarethen, seit 1352 Pfarrkirche. Sie wurde 1846 umgebaut, dabei erhielt sie den Turm und den Chor, das Schiff wurde vergrößert
- Gedenkkreuz für die Opfer des Ersten Weltkrieges an der Kirche
- Barocke Statue des hl. Johannes von Nepomuk an der Schule
- Statue der Jungfrau Maria Immaculata am Weg zum Friedhof